# Кандавский радиозавод
Кандавский радиозавод (цех Рижского радиозавода им. А. С. Попова) — предприятие по выпуску узлов и изделий бытовой радиоаппаратуры производственного объединения «Радиотехника», работавшее в городе Кандаве с 1963 по 1993 год.

## История
До 1963 года в Кандаве находился производственный комбинат, выпускавший бочки для топлива, швейные изделия, производивший обжиг извести и кирпича, оказывавший бытовые услуги. Планировалось выделить из него производство машин сельскохозяйственного назначения с присоединением этого цеха к Елгавасельмашу. Это дало бы городку 30 рабочих мест, однако проблему безработицы в Кандаве не решало. Поэтому директор производственного комбината Петерис Даугавиетис обратился за помощью к председателю Совета Министров СССР А. Н. Косыгину с предложением разместить в Кандаве филиал какого-то крупного предприятия. Таким образом было принято решение о создании Кандавского радиозавода — цеха узлов Рижского радиозавода.
Рижский завод в это время расширял выпуск переносных транзисторных радиоприёмников «Гауя», «Селга» и стационарных радиоприёмников, поэтому нуждался в дополнительных производственных площадях и рабочей силе. Уже к ноябрю 1963 года в Кандавском цехе работало 600 человек, к концу года на работу было принято ещё 200 человек.
В цехе радиоузлов изготавливали детали аппаратуры, в столярном цехе — детали акустических систем. Некоторые участки работали в две смены, так как производственных площадей не хватало.
С расширением ассортимента продукции были созданы механический цех и цех пластмасс.
1 января на базе цеха радиоузлов был основан Кандавский радиозавод во главе с Янисом Якобовицем. Завод перешел на изготовление изделий в полном цикле: электрофона «Аккорд-стерео», затем электрофона первого класса «Мелодия-103». Чтобы привлечь специалистов с высшим образованием, завод развернул строительство благоустроенного жилья, построил Дом культуры.
С ростом потребности в конденсаторах переменной ёмкости Кандавский завод развернул их массовое производство в количестве до 2 млн штук в год во вновь построенных производственных цехах, снабжая все радиозаводы Советского Союза. Конденсаторы также производились на организованных заводом филиалах в Талси, Тукумсе и Юрмале.
15 апреля 1991 года завод был преобразован в акционерное общество Kandavas radiorūpnīca. Оно работало до 1999 года, когда была начата ликвидация предприятия, завершившаяся 10 марта 2003 года.

## Выпускаемые изделия
Электрофоны «Аккорд-стерео» и «Мелодия-103».
Малогабаритные транзисторные радиоприёмники «Селга» серий 405, 309, 309Т, «Имула», «Абава», «Салена».
Конденсаторы переменной ёмкости для всех заводов СССР, объемом до 2 млн в год.

## Руководители
- Петерис Даугавиетис (1963—1968)
- Андрис Луянс (1968—1971)
- Ивар Грасберг (1971—1975)
- Янис Якобовиц (1975—1991, до 27 мая 1999 года — генеральный директор АО Kandavas radiorūpnīca)[2].

Большой вклад в развитие завода внесли главный конструктор Улдис Родзикс, главный технолог Андрис Барисс, коммерческий директор Янис Дамберг, начальник механического цеха Виктор Баркан (до 27 мая 1999 года — председатель правления АО Kandavas radiorūpnīca, а с 2000 года — председатель ликвидационной комиссии предприятия).